# Kenta Sawada
Kenta Sawada (japanisch 澤田 健太 Sawada Kenta; * 26. Juli 2000 in der Präfektur Hiroshima) ist ein japanischer Fußballspieler.

## Karriere
Sawada erlernte das Fußballspielen in der Jugendmannschaft von Kamatamare Sanuki. Seinen ersten Vertrag unterschrieb er 2019 bei Kamatamare Sanuki. Der Verein spielte in der dritthöchsten Liga des Landes, der J3 League.